# Jaswant Singh (Politiker)

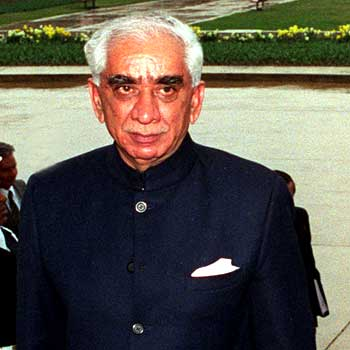
Jaswant Singh (2009)

Jaswant Singh (* 3. Januar 1938 in Jasol, Distrikt Barmer, Rajasthan; † 27. September 2020 in Neu-Delhi) war ein indischer Politiker, der bis zu seinem Parteiausschluss 2014 der Bharatiya Janata Party (BJP) angehörte und unter anderem Finanzminister sowie Außenminister war.

## Leben

### Mitglied von Rajya Sabha und Lok Sabha
Singh absolvierte nach dem Besuch des Mayo College zuerst ein grundständiges Studium, das er mit einem Bachelor of Arts (B.A.) abschloss. Ein darauf folgendes Studium der Sozialwissenschaften beendete er mit einem Bachelor of Science (B.Sc.) und war danach als Sozialarbeiter tätig.
1980 wurde er als Vertreter der Bharatiya Janata Party erstmals zum Mitglied der Rajya Sabha gewählt, dem Oberhaus des indischen Parlaments, und 1986 für eine zweite Legislaturperiode wiedergewählt. Während dieser Zeit war er zwischen 1986 und 1989 Mitglied der Oberhausausschüsse für öffentliche Konten, für Privilegien sowie für öffentliche Unternehmen. Des Weiteren war er 1987 Mitglied des Beratungsausschusses zur Situation im Punjab sowie von 1989 bis 1991 Mitglied des Ausschusses zur Beratung des Energiegesetzes.
1990 wurde er in den neunten Legislaturperiode zum Mitglied der Lok Sabha, des Unterhauses des indischen Parlaments, und 1991 in der zehnten Legislaturperiode erneut in die Lok Sabha gewählt. Er fungierte dort von 1991 bis 1996 als Vorsitzender des Unterhausausschusses für Schätzungen sowie Vorsitzender des Unterhausausschusses für Umwelt und Wälder. Zugleich war er 1992 Mitglied des Gemeinsamen Parlamentsausschusses zur Untersuchung von Unregelmäßigkeiten bei Wertpapier- und Bankgeschäften und wurde 1993 Vorsitzender des Unterhausausschusses für Energie.

### Finanz- und Außenminister

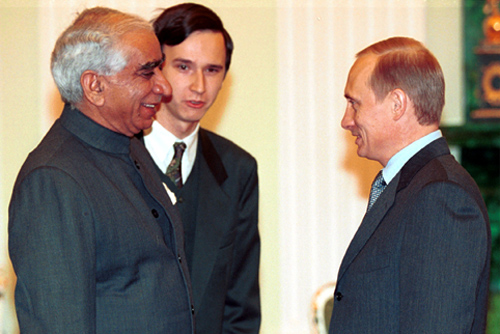
Jaswant Singh mit Wladimir Putin (2000)

Nachdem Singh 1996 für eine dritte Periode in die elfte Lok Sabha gewählt worden war, wurde er am 16. Mai 1996 von Premierminister Atal Bihari Vajpayee zum Finanzminister (Union Minister of Finance) in dessen Kabinett berufen, bekleidete dieses Amt jedoch nur fünfzehn Tage bis zum Ende von dessen Regierungszeit am 1. Juni 1996. Am 25. März 1998 wurde er von Premierminister Vajpayee zum Vize-Vorsitzenden der Planungskommission berufen und behielt dieses Amt bis zum 4. Februar 1999.
Im Juli 1998 wurde Singh dann wiederum in die Rajya Sabha gewählt und dann am 5. Dezember 1998 von Premierminister Vajpayee zum Außenminister (Union Minister of External Affairs) in dieser Regierung ernannt. Das Amt des Außenministers übte er bis zum 23. Juni 2002 aus und wurde kurz darauf durch Yashwant Sinha abgelöst. Daneben fungierte er zwischen Februar und Oktober 1999 zugleich als Elektronikminister (Union Minister of Electronics) sowie gleichzeitig vom 6. August bis zum 13. Oktober 1999 als Verkehrsminister (Union Minister of Surface Transport).
Singh, der am 15. Oktober 1999 erneut zum Mitglied der Rajya Sabha gewählt wurde, übernahm am 1. Juli 2002 im Rahmen einer Kabinettsumbildung von Yashwant Sinha zum zweiten Mal das Amt des Finanzministers im 3. Kabinett Vajpayee und verblieb bis zum Ende von Vajpayees Amtszeit am 22. Mai 2004 auf diesem Ministerposten. Daneben fungierte er vom 18. März bis zum 15. Oktober 2001 als Verteidigungsminister (Union Minister of Defence) und bekleidete danach vom 1. Juli 2002 bis zum 9. April 2003 das zusätzliche Amt als Minister für Unternehmensangelegenheiten (Union Minister of Company Affairs).
2004 wurde Singh für eine fünfte Periode zum Mitglied der Rajya Sabha gewählt, und wurde dort Oppositionsführer. Während dieser Zeit war er zwischen August 2004 und August 2006 Mitglied der Oberhausausschüsse für Wissenschaft und Technologie sowie für Umwelt und Forsten. Gleichzeitig war er von August 2004 bis Mai 2009 Mitglied des Gemeinsamen Parlamentarischen Ausschusses für Aufstellung von Porträts und Statuen von nationalen Führern und Parlamentariern im Parlamentsgebäude (Sansad Bhavan) und wurde im August 2005 Mitglied des Oberhausausschusses für allgemeine Angelegenheiten.
2009 wurde Singh dann wiederum für eine vierte Periode zum Mitglied der Lok Sabha gewählt und gehörte dieser während der 15. Legislaturperiode bis zur Wahl zur 16. Lok Sabha 2014 an. Während dieser Legislaturperiode war er vom 6. August bis zum 31. Dezember 2009 Vorsitzender des Unterhausausschusses für öffentliche Konten und war danach Mitglied dieses Ausschusses. Gleichzeitig war er vom 10. September 2009 bis zu seinem Ausscheiden aus der Lok Sabha Mitglied von deren Haushaltsausschuss.
Am 29. März 2014 wurde Singh aus der BJP ausgeschlossen, nachdem er als unabhängiger Kandidat gegen den offiziellen Kandidaten der BJP im Wahlkreis Barmer in Rajasthan bei der Parlamentswahl angetreten war.